# ワレン・ファレル
ワレン・ファレル（Warren Farrell, 1943年6月26日 - ）は、アメリカ合衆国の著述家。マスキュリズムの主唱者。

## 来歴・人物
弟とともに、離婚した母に育てられた。母は、49歳の時に倒れて死亡した。弟は21歳の頃、ガールフレンドとスキーに行って、ガールフレンドを助けるために雪崩に巻き込まれて死亡した。また、仲が良かった親友は、ベトナム戦争で戦死した。ファレルは当初、フェミニストの立場に共感していたが、男性が無力であることに気が付いてからは、立場を変えた。
モンクレア州立大学を卒業後、カリフォルニア大学ロサンゼルス校（UCLA）で政治学の修士号を、更に、ニューヨーク大学において「男性と女性のかかわり合いの変遷」という題の論文でPh.Dの学位を取得。その後、カリフォルニア大学医学部、ブルックリン大学、ジョージタウン大学、アメリカン大学、ラトガース大学等で心理学を教えた。ジョンソン大統領（当時）により、「アメリカにおける最も優れた教育家」の一人に選ばれた。現在は、アメリカ社会に存在する男性差別を告発・批判する著作を数多く執筆している。

## 思想・主張
著書「The Myth of Male Power」等において、徴兵制度が男性にのみ強制されること、離婚裁判の結果において親権が父親に与えられないケースが多いこと、危険な職種（兵士、炭鉱、原発、土木作業員、建設現場など）に男性が多いこと、野宿生活者の大多数が男性であること、自殺者の多くが男性であること、平均寿命の男女差、男児への割礼の強制、などについて、男性差別であると指摘し、現在のアメリカ社会のあり方を強く批判している。

## 著書

### 単著
- The Liberated Man: Beyond Masculinity: Freeing Men and their Relationships with Women, (Random House, 1974,ISBN 0-425-13680-9)
- Why Men Are the Way They Are: the Male-female Dynamic, (McGraw-Hill, 1986,ISBN 0-425-11094-X)
  - 石井清子訳『男の不可解 女の不機嫌- 男心の裏読み・速読み・斜め読み』（主婦の友社, 1987年） ISBN 978-4-07-926128-9
- The Myth of Male Power: Why Men are the Disposable Sex, (Simon & Schuster, 1993,ISBN 978-0-42518144-7)[1]
  - 久米泰介訳『男性権力の神話　《男性差別》の可視化と撤廃のための学問』(作品社、2014年) ISBN 978-4-86182-473-9。[2]
- Why Men Earn More: the Startling Truth behind the Pay Gap- and What Women can Do about It, (AMACOM, 2005,ISBN 0-8144-7210-9)
- Women Can't Hear What Men Don't Say: Destroying Myths, Creating Love,(ISBN 1-58542-061-1)
- Father and Child Reunion,(ISBN 1-58542-075-1)

### 共著
- Does Feminism Discriminate against Men?: A Debate, with Steven Svoboda and James P. Sterba, (Oxford University Press, 2008,ISBN 978-0-19-531283-6)